# Rubicon
«Rubicon» — шостий студійний альбом норвезького готик-метал-гурту Tristania. Реліз відбувся 25 серпня 2010. Перший альбом із вокалом італійської співачки Маріангели Демуртас, яка замінила колишню фронтледі Вібеке Стене.

## Список композицій
| #   | Назва                                         | Автор слів                    | Автор музики                   | Тривалість |
| --- | --------------------------------------------- | ----------------------------- | ------------------------------ | ---------- |
| 1.  | «Year of the Rat»                             | Bergøy                        | Hidle/Vistnes/Demurtas         | 4:35       |
| 2.  | «Protection»                                  | Bergøy                        | Hidle/Vistnes/Demurtas         | 4:15       |
| 3.  | «Patriot Games»                               | Bergøy                        | Hidle/Vistnes                  | 3:27       |
| 4.  | «The Passing»                                 | Lie Jr./Fredrik Sele/Demurtas | Hidle/Vistnes/Demurtas         | 4:48       |
| 5.  | «Exile»                                       | Bergøy                        | Hidle/Vistnes/Demurtas         | 4:26       |
| 6.  | «Sirens»                                      | Bergøy                        | Hidle/Vistnes/Demurtas         | 4:27       |
| 7.  | «The Emerald Piper» (бонусний трек діджіпаку) | Bergøy                        | Hidle/Vistnes                  | 3:06       |
| 8.  | «Vulture»                                     | Hidle/Lie Jr.                 | Vistnes/Sorychta/Vegge/Nordhus | 3:43       |
| 9.  | «Amnesia»                                     | Vistnes/Lie Jr.               | Hidle/Vistnes                  | 4:54       |
| 10. | «Magical Fix»                                 | Lie Jr.                       | Vistnes/Hidle/Lie Jr./Sorychta | 4:20       |
| 11. | «Illumination»                                | Bergøy                        | Moen                           | 8:13       |
| 12. | «Caprice» (японський бонусний трек)           |                               |                                | 3:38       |

## Чарти
| Чарт (2010)                     | Місце |
| ------------------------------- | ----- |
| Belgian Albums Chart (Валлонія) | 74    |
| Swiss Albums Chart              | 95    |

## Учасники запису
- Маріангела Демуртас – жіночий вокал
- Кьйотіль Нордхус – чоловічий вокал
- Андерс Хойвік Хідле – гітари, гроулінг
- Оле Вістнес – бас-гітара
- Юрі Смьордаль Луснегор – ритм-гітара
- Ейнар Моен – клавіші
- Таральд Ліе молодший – ударні

## Історія релізів
| Країна                                                  | Дата           |
| ------------------------------------------------------- | -------------- |
| Іспанія                                                 | 25 серпня 2010 |
| Німеччина, Австрія, Швейцарія, Бенілюкс, Італія, Швеція | 27 серпня 2010 |
| Інші країни Європи                                      | 30 серпня 2010 |
| США, Канада                                             | 31 серпня 2010 |